# Daniel Palau Valero
Daniel Palau Valero (* 17. Dezember 1972 in Barcelona) ist ein spanischer römisch-katholischer Geistlicher und ernannter Bischof von Lleida.

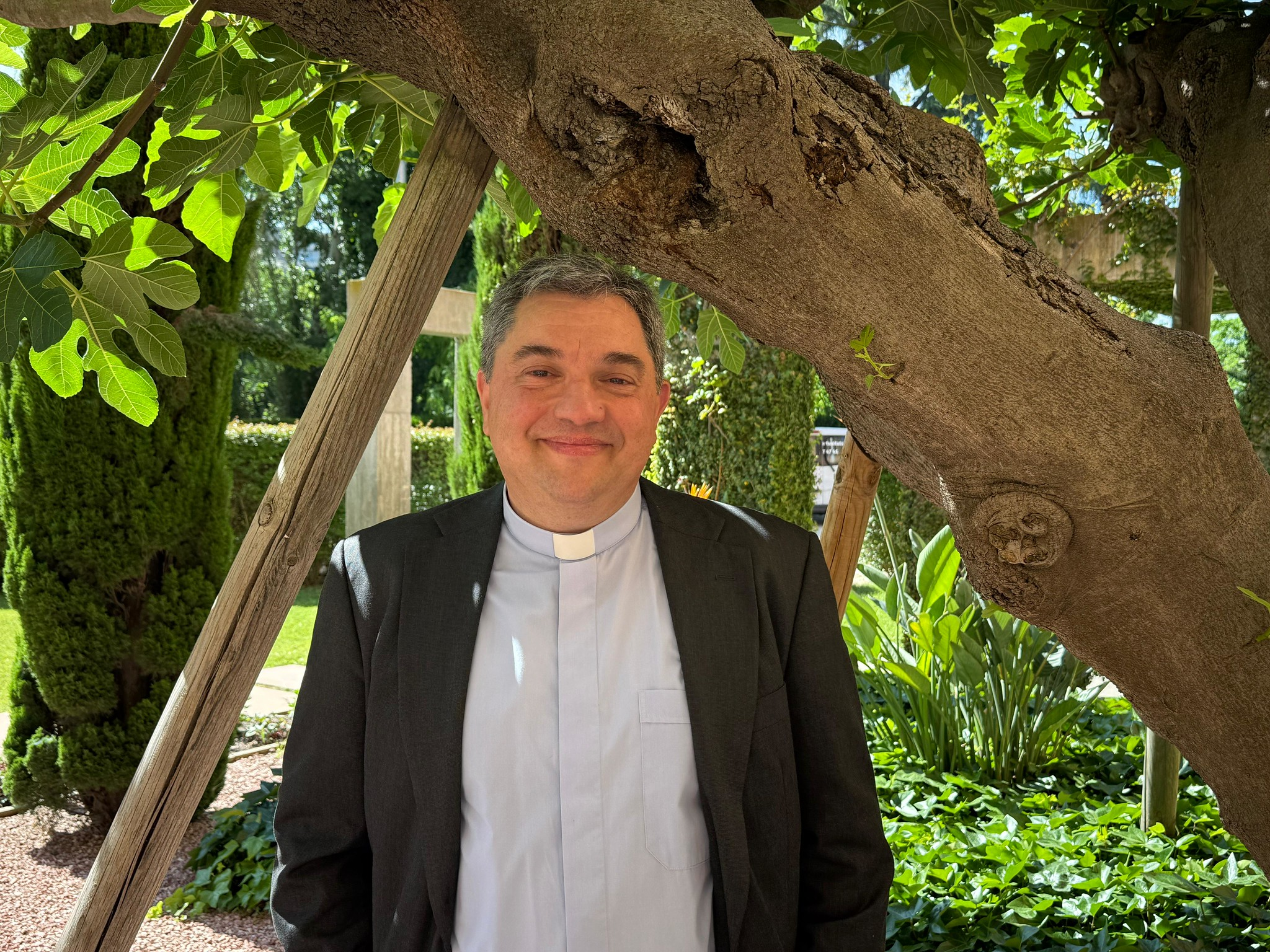
Daniel Palau (2025)

Wappen von Daniel Palau Valero

## Leben
Daniel Palau Valero studierte zunächst an der Universität Barcelona und erwarb dort 1995 ein Lizenziat in Geografie und Geschichte. 1996 schrieb er sich ins Priesterseminar ein und empfing am 23. November 2003 die Priesterweihe. Er wirkte als Pfarrer im Erzbistum Barcelona und wurde 2013 in dogmatischer Theologie an der Päpstlichen Universität Gregoriana in Rom promoviert. Am 10. Januar 2025 wurde er Leiter der theologischen Fakultät an der katholischen Universität Kataloniens, bereits seit 2023 war er Vizedekan derselben Fakultät.
Papst Leo XIV. ernannte ihn am 21. Mai 2025 zum Bischof von Lleida. Die Bischofsweihe in der Kathedrale von Lleida ist für den 19. Juli desselben Jahres vorgesehen.